# 城山三郎
城山三郎（1927年8月18日—2007年3月22日）是一名知名的日本作家，專長於創作經濟小說、傳記小說、歷史小說。曾經獲得多個獎項，作品並改編為不少電影和電視劇。在他去世後，更設有城山三郎獎以紀念他的成就。

## 生平
出身於愛知縣名古屋市中区，就讀名古屋市立名古屋商業学校（現：名古屋市立名古屋商業高等学校），1945年入讀愛知県立工業専門学校（現：名古屋工業大学）入学，1946年（昭和21年）轉學到東京産業大学（現：一橋大学）預科，1952年以「ケインズ革命の一考察」（凱恩斯革命的考察）為題目的論文畢業。大學期間受洗。